# 石黒馨
石黒 馨（いしぐろ かおる、1954年 - ）は、日本の経済学者。専門は、国際経済学、国際政治経済学。学位は、博士（経済学）。

## 略歴
愛知県生まれ。神戸大学大学院経済学研究科博士課程修了。阪南大学経済学部講師・助教授（1985-92年）、立命館大学経済学部助教授（1993-97年）、神戸大学大学院経済学研究科教授（1998-2020年）を経て、現在、神戸大学名誉教授。

## 著書

### 単著
- 『国際政治経済の理論――覇権協調論の構想』（勁草書房, 1998年）
- 『開発の国際政治経済学――構造主義マクロ経済学とメキシコ経済』（勁草書房, 2001年）
- 『入門・国際政治経済の分析――ゲーム理論で解くグローバル世界』（勁草書房, 2007年）
- 『インセンティブな国際政治学――戦争は合理的に選択される』（日本評論社, 2010年）
- 『国際経済学を学ぶ』（ミネルヴァ書房, 2012年）
- 『国際貿易交渉と政府内対立――2レベルゲーム分析』（勁草書房, 2017年）
- 『グローバル政治経済のパズル――ゲーム理論で読み解く』（勁草書房, 2019年）
- 『サムナンと学ぶ SDGｓの経済学――カンボジア農村の貧困と幸福度』（晃洋書房, 2021年）
- 『ハマる戦争に、逃げる平和――抑止から安心供与の外交へ』（本の泉社, 2024年）

### 編著
- 『ラテンアメリカ経済学――ネオ・リベラリズムを超えて』（世界思想社, 2003年）
- 『FTA/EPA推進に何が必要か――農業・林業・介護士制度の改革』（勁草書房, 2011年）

### 共編著
- （上谷博）『ラテンアメリカが語る近代――地域知の創造』（世界思想社, 1998年）
- （関下稔・関寛治）『現代の国際政治経済学――学際知の実験』（法律文化社、1998年）
- （上谷博）『グローバルとローカルの共振――ラテンアメリカのマルチチュード』（人文書院, 2007年）
- （初谷譲次）『創造するコミュニティ――ラテンアメリカの社会関係資本』（晃洋書房, 2014年）
- （福間真央・額田有美子）『多文化の共生社会を創る――ラテンアメリカの問題から探る』（晃洋書房, 2025年）

共著
- 『ラテンアメリカのインフレーション』（アジア経済出版, 1990年）
- 『ラテンアメリカの経済』（新評論, 1993年）
- 『国際経済理論の地平』（東洋経済新報社, 2001年）
- 『国際経済理論』（有斐閣, 2003年）
- 『統合と分離の国際政治経済学』（ナカニシヤ出版, 2004年）
- 『国際政治辞典』（弘文堂, 2005年）
- 『規範と交渉』（法律文化社, 2007年）
- 『岐路に立つグローバリゼーション』（ナカニシヤ出版, 2008年）

- 『地球秩序のシミュレーション分析』（日本評論社, 2009年）
- 『ハンドブック経済学』（ミネルヴァ書房, 2011年）
- 『メキシコ その現在と未来』（行路社, 2011年）
- 『国際紛争と協調のゲーム』（有斐閣, 2013年）
- 『グローバル危機の構造と日本の戦略』（晃洋書房, 2013年）
- 『ハンドブック経済学 改訂版』（ミネルヴァ書房, 2016年）
- 『国際関係研究の方法』（東京大学出版会, 2021年）

- Games in International  Conflict and Cooperation in Asia（Springer, 2017年）
- Emerging Risks in a World of Heterogeneity（Springer, 2018年）
- The Sage Handbook of Asian Foreign Policy（Sage, 2019年）

### 訳書
- ロバート・コヘイン『覇権後の国際政治経済学』（晃洋書房, 1998年）
- ジェイムズ・モロー『政治学のためのゲーム理論』（勁草書房, 2016年）